# Vlag van Stavoren

Vlag van de gemeente Stavoren
(voor 1962 - 1984)

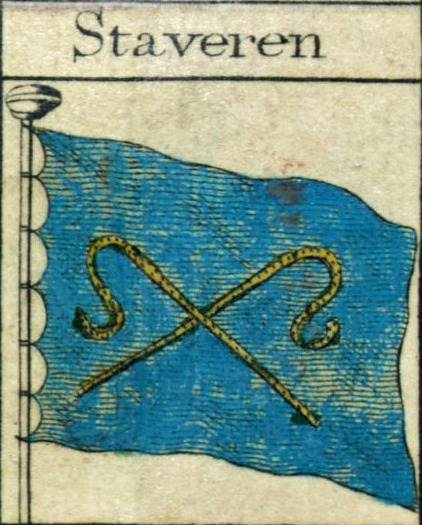
Vlag van de stad Stavoren
(17e - 19e eeuw)

De vlag van Stavoren is op 23 augustus 1962 bij raadsbesluit bevestigd als de gemeentelijke vlag van de Friese gemeente Stavoren (Fries: Starum, Stadsfries: Staveren). De vlag wordt als volgt beschreven:
Vier evenhoge banen van rood en geel.
De kleuren van de vlag zijn afkomstig van het gemeentewapen. de vlag wordt reeds in 1667 vermeld. In vlaggenboeken uit de zeventiende en achttiende eeuw komt echter ook twee andere vlaggen voor, die kleuren zijn ontleend aan het gemeentewapen, twee evenhoge banen van rood en geel, nog een andere vlag, die is gebaseerd op de tekening in het wapen, maar in andere kleuren: de staven staan in geel afgebeeld op een blauw veld.
Per 1 januari 1984 is de gemeente Stavoren opgeheven en opgegaan in de nieuwe gemeente Nijefurd. De gemeentevlag van Stavoren is hierdoor komen te vervallen.
Op 1 januari 2011 is Nijefurd opgegaan in de nieuwe gemeente Súdwest-Fryslân.

## Verwante afbeeldingen

Het wapen van Stavoren
Historische vlag (1708)
Historische vlag (1711)

Aengwirden 
· Baarderadeel 
· Barradeel 
· het Bildt 
· Bolsward 
· Boornsterhem 
· Dokkum 
· Dongeradeel 
· Doniawerstal 
· Ferwerderadeel 
· Franeker 
· Franekeradeel 
· Gaasterland 
· Gaasterland-Sloten 
· Haskerland 
· Hemelumer Oldeferd 
· Hennaarderadeel 
· Hindeloopen 
· Idaarderadeel 
· IJlst 
· Kollumerland en Nieuwkruisland 
· Leeuwarderadeel 
· Lemsterland 
· Littenseradeel 
· Menaldumadeel 
· Nijefurd 
· Oostdongeradeel 
· Rauwerderhem 
· Schoterland 
· Skarsterlân 
· Sloten 
· Sneek 
· Stavoren 
· Terschelling en Vlieland 
· Utingeradeel 
· Westdongeradeel 
· Wonseradeel 
· Workum 
· Wymbritseradeel